# Melotone Records (Vereinigte Staaten)

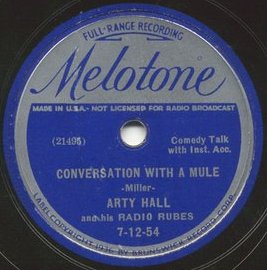
Label einer Melotone-78er mit Artie Hall’s Radio Rubes von 1937

Melotone Records war ein US-amerikanisches Schallplattenlabel, das in den 1930er Jahren bestand.

## Geschichte des Labels
Das Label Melotone wurde Anfang der 1930er Jahre von Brunswick Records als Sublabel eingeführt, um als Billigpreislabel für den nordamerikanischen Markt Schellackplatten zu veröffentlichen. 1932 wurde es Teil der American Record Corporation; nach 1938 wurde es nicht mehr weitergeführt. Im Jahr 2010 wurde Melotone Records als Abteilung von Melotone Music LLC reaktiviert.
Auf dem Label erschien während der Zeit der Great Depression vor allem populäre Tanzmusik, Countrymusik, Hawaiimusik sowie Blues, Cajun-Musik und Jazz. Auf dem Label erschienen u. a. Schallplatten von Gene Autry, Charlie Barnet, Big Bill Broonzy, Chick Bullock (u. a. mit den „Georgia Footwarmers“), Eddie Cantor, Buddy Clark, Bing Crosby, Cliff Edwards, Blind Boy Fuller, Annette Hanshaw, Harlan Lattimore, Leadbelly, Vincent Lopez, Clyde McCoy, François Moseley, Will Osborne, Tex Ritter, Gil Rodin, Vincent Rose und Victor Young.